# UnionPay
China UnionPay (chino: 中国银联; pinyin: Zhōngguó Yínlián), también conocido como UnionPay (chino: 银联; pinyin: Yínlián) o por su abreviatura, CUP, es la organización de tarjeta bancaria de uso solo doméstico en la República Popular de China. Fundada el 26 de marzo de 2002, opera bajo la aprobación del Banco Popular Chino (PBOC, banco central de China).   Es también la única red interbancaria en China que excluye Hong Kong y Macao, enlazando los cajeros de todos los bancos alrededor de China continental y ampliamente aceptada por los cajeros en Hong Kong y Macao. Es también una red EFTPOS (transferencia de fondos electrónicos en punto de venta).

## Historia
Con la aprobación del Banco Popular Chino, China UnionPay, fue lanzado el 26 de marzo de 2002 en Shanghái por el gobernador del PBOC, Dai Xianglong, con el Banco Industrial y Comercial de China, el Banco Agrícola de China, el Banco de China y el Banco de Construcción de China siendo sus primeros miembros.
Sin embargo, el concepto de un sistema unificado de la red de tarjetas bancarias China se remonta a 1993, con la formación de "Proyecto Tarjeta de Oro" propugnada por el entonces presidente de China, Jiang Zemin. UnionPay es considerado como el descendiente del Proyecto Tarjeta de Oro, a pesar de que varias intentos de unificación Chinos de tarjetas de crédito y redes interbancarias han estado en vigor desde la década de 1990.
A partir de 2014, UnionPay ha informado de que contribuye a la fuga de capitales de China, a través de la escasa regulación de operaciones de escaparate en Macao.

## QuickPass
Con la introducción de chips EMV a las tarjetas de China UnionPay, muchos bancos también introdujeron el QuickPass (chino: 闪付) una característica de pago sin contacto similar a MasterCard PayPass o Visa payWave. Aun así, a diferencia de MasterCard o Visa, en el caso de las tarjetas de débito, QuickPass no opera en un sistema basado en confianza, sino como tarjeta de valor almacenado (similar a girogo/GeldKarte en Alemania).
Los pagos con tarjetas de débito habilitadas con QuickPass sólo pueden ser hechas usando fondos que pueden ser "retirados" (圈存) de la cuenta y almacenado en la tarjeta como dinero efectivo electrónico (esencialmente fondos para uso pre-autorizados, eliminando la posibilidad que una transacción sin conexión (offline) pueda exceder el balance de la cuenta del titular).

## Uso en el extranjero
Las tarjetas UnionPay pueden ser usadas en 141 países y regiones alrededor del mundo, convirtiéndola en la tercera red de pago más grande por el valor de transacciones procesadas, detrás Visa y MasterCard. Algunas tarjetas de crédito UnionPay son también afiliadas con American Express, MasterCard o Visa, y pueden ser usadas en el extranjero como un American Express, MasterCard o Visa. Las Tarjetas de débito de UnionPay, aun así, sólo puede ser usadas en la red UnionPay y otras redes que han firmado contratos con UnionPay. Desde 2006, las tarjetas China UnionPay pueden ser usadas en alrededor de 100 países fuera de China.
En mayo de 2005 la red Discover anunció una alianza con la red China UnionPay. Las dos compañías han firmado un acuerdo de largo plazo que permite aceptación de la red de tarjetas de marca Discover en los cajeros de UnionPay y terminales de punto-de-venta en China y aceptan tarjetas China UnionPay en la red PULSO en los EE. UU. Desde el 1 de noviembre de 2007, las tarjetas China UnionPay pueden ser aceptadas donde la Red de Tarjetas Discover son aceptadas en los Estados Unidos, Canadá, México, América Central y el Caribe. Aun así, Discover no soporta las tarjetas de China UnionPay para comercio electrónico o transacciones sin tarjetas. Recientemente, en 2013 Discover ya soporta las transacciones sin tarjeta.
En marzo de 2010, PayPal anunció una alianza con China UnionPay, que permite el uso de PayPal con miembros de las tarjetas UnionPay.

## Los miembros
UnionPay es la red primaria de estos bancos Chinos:
- Banco agrícola de China
- Banco de China (incluyendo su base en Hong Kong, filial de Banco Comercial de Nanyang)
- Banco de Comunicaciones (tarjetas de Crédito co-emitidas con HSBC)
- Banco de Ningbo
- Banco de Shanghái
- Beijing Banco Comercial
- China Construction Bank
- China Everbright Bank
- China CITIC Bank
- China Merchants Bank
- China Minsheng Banking Corporation
- Guangdong Development Bank
- Huaxia Bank (tarjetas de Crédito co-emitidas con Deutsche Bank)
- Banco Industrial (tarjetas de Crédito co-emitido con Hang Seng Bank)
- Banco Industrial y Comercial de China (ICBC)
- Ahorros Postales del Banco de China (anteriormente conocida como Ahorros Postales de China y Oficina de Remesas)
- Shanghai Pudong Development Bank
- Banco De Desarrollo de Shenzhen
- Shenzhen Ping An Bank
- Taizhou City Commercial Bank

Otros organizaciones afiliadas a UnionPay incluyen los bancos comerciales municipales, así como las cooperativas de zonas rurales de crédito. 
En general, hay 165 instituciones financieras que emiten tarjetas de UnionPay.
UnionPay se había asociado con JETCO en Hong Kong y Macao hasta el 1 de enero de 2006. A partir de enero de 2013, Bank of East Asia y Citibank fueron los únicos bancos permitidos para emitir de forma independiente tarjetas de crédito UnionPay en Hong Kong y el continente. HSBC y su filial Hang Seng Bank emitió independientemente tarjetas de crédito UnionPay de Hong Kong, mientras ellos emitían tarjetas en el continente, en cooperación con los bancos locales, como se señaló anteriormente. Deutsche Bank sólo ha co-emitido tarjetas de crédito UnionPay sin ninguna forma de emisión independiente.
Los siguientes once bancos extranjeros tienen el derecho a emitir tarjetas de débito UnionPay en China: 
- Standard Chartered Bank
- Bank of East Asia
- Citibank
- HSBC
- Hang Seng Bank
- Woori Bank (mayo de 2009)
- Banco de desarrollo de Singapur (julio de 2009)
- Hana Bank (noviembre de 2009)
- OCBC Wing Hang Bank (a partir de 2010)
- OCBC Bank (2010)
- Ecuador (2019)
- Credicorp Bank

Mitsui Sumitomo Bank ofrece una tarjeta de crédito UnionPay en Japón, y el United Overseas Bank ofrece una tarjeta de crédito UnionPay en Singapur.